# 大井火力发电厂
大井火力发电厂（大井火力発電所 Ōi karyokuhatsudensho） 是一座位于日本东京的大型火力发电站。该发电厂具有三台350兆瓦的原油发电机，总装机容量达1,050 兆瓦。 发电厂第一部分在1971年8月开始启用，第二部分在1972年2月启用，第三部分在1973年3月启用。 该设施占地 190km²（73平方公里） 。

## 参阅
- 日本能源
- 日本发电厂列表